# Regularno slobodno zidarstvo
Regularno slobodno zidarstvo (engl. Regular Freemasonry; fran. régularité maçonnique), poznato i kao angloameričko slobodno zidarstvo (Anglo-American Freemasonry), predstavlja jedan od dva glavna ustroja slobodnog zidarstva. Temelji se na nekoliko ključnih načela: u radnoj loži obvezno je čitanje svetih knjiga, svaki član mora iskreno vjerovati u Vrhovno biće, ženama je pristup organizaciji zabranjen, a rasprave o religiji i politici strogo su zabranjene. Kao uzor i temeljni model za organizaciju i pravila ovog oblika slobodnog zidarstva služi Ujedinjena velika loža Engleske (UGLE), najstarija velika loža osnovana 1717. godine u Londonu.
U okviru slobodnog zidarstva, regularnost predstavlja ključni kriterij na temelju kojeg velike lože odlučuju hoće li međusobno priznati svoje statuse. Ovo priznavanje omogućava formalnu interakciju između velikih loža te posjećivanje članova drugih nadležnosti. Svaka velika loža neovisno određuje standarde regularnosti, zbog čega ti kriteriji nisu univerzalni i mogu se značajno razlikovati među različitim nadležnostima.
Velike lože koje zadovoljavaju standarde regularnosti, ali nisu priznate od strane Ujedinjene velike lože Engleske, često se svrstavaju u tzv. tradicionalni pravac slobodnog zidarstva. Iako dijele slična načela, ove lože zadržavaju svoju autonomiju i vlastitu interpretaciju masonskih vrijednosti, što doprinosi raznolikosti unutar globalne masonske zajednice.

## Regularnost i njegovo podrijetlo

### Povijesno
Postoji niz skupina masonskih ustroja koje sebe smatraju regularnim a druge prepoznaju kao regularne, a ostale smatraju neregularnim. Ne postoji globalno centralizirani masonski organizacijski sustav i stoga kriteriji za regularnost nisu konzistentni u svim velikim ložama.

#### "Drevni" i "Moderni"
Koncept regularnosti najprije se pojavljuje u Paynenovim propisima, a tiskan je u Andersonovim Konstitucijama. U Propisu VIII., stavak drugi, nalazimo:
 Ako neka skupina ili broj slobodnih zidara samostalno preuzme na sebe osnivanje Lože bez Odluke Velikog Meštra, regularne Lože ih ne smiju priznavati niti ih smatrati ispravnom Braćom i valjano osnovanima, niti odobravati njihove postupke i djela; već ih moraju tretirati kao Odmetnike, sve dok se ne ponize onako kako to Veliki Meštar u svojoj Mudrosti odredi i dok ih on ne odobri svojom Odlukom, koja mora biti priopćena ostalim Ložama, prema uobičajenoj praksi kada se nova Loža upisuje u Registar Loža.
S amandmanima objavljenim u Konstitucijama iz 1738. godine uveden je izraz regularna loža.
Argumenti o tome što bi trebalo predstavljati ispravno slobodno zidarstvo pojavili su se 1720-ih godina kada su neke lože iz prve Velike lože Engleske počele mijenjati staru metodu crtanja simbola lože na podu kredom i drvenim ugljenom s trakom, pričvršćenjom na pod, i prijenosivim metalnim slovima. Time je nova velika loža dobila nadimak "Moderni". Ista loža je 1735. godine odbila primiti zapovjednika i nadzornika iz jedne irske lože koji su tvrdili da su izaslanici svog velikog majstora sve dok ne prihvate engleske konstitucije, što su oni odbili. Godine 1751. nastalo je jezgro druge velike lože, Drevne velike lože Engleske, koja nije prihvatila novotarije od izvornika. Njihova knjiga s konstitucijama (Ahiman Rezon prema njihovog velikog tajnika Laurencea Dermotta) sugerira da su "Moderni" sada u strahu promijenili svoje lozinke zbog masonskih otkrivenja objavljenih tijekom 1730-ih kako ne bi svojim članovima omogućilo ulazak u lože izvan njihove nadležnosti. Proces ujedinjavanja ove dvije velike lože započeo je 1809. godine kada su Moderni uspostavili prijelaznu Ložu "Proglašenja" (engl. Lodge of Promulgation) kako bi svoj obred uskladili s Drevnima. Ovo je 1813. godine omogućilo utemeljenje Ujedinjene velike lože Engleske.

#### Međaši slobodnog zidarstva
Paynenovi propisi iz 1720. godine spominju nužnost održavanja "starih međaša" reda, ali nitko ih nije pokušao definirati. Tek 1858. godine američki liječnik i pisac Albert Mackey objavio je popis od 25 međaša koji, iako nisu svuda prihvaćeni, čine osnovu nekih američkih nadležnosti.
Pokušaji formuliranja osnova regularnosti dolaze tek kasnije u Engleskoj, a nastaju kako bi se priznala nova Nacionalna velika loža Francuske koja se tek odvojila od Velikog orijenta Francuske označenog neregularnim. Godine 1913. u pismu novog velikog majstora neovisne i regularne Nacionalne velike lože Francuske i francuskih kolonija navode se obveze njegovih loža za koje se smatra regularnim.
1. Tijekom rada lože, Biblija će uvijek biti otvorena na oltaru.
2. Obredi će se provoditi u strogoj sukladnosti s Ritualom "Regime Rectifié", kojeg slijede ove lože, a koji je sastavljen 1778. godine i službeno potvrđen 1782. godine. Po tom je ritualu 1792. godine primljen i vojvoda od Kenta.
3. Loža će se uvijek otvarati i zatvarati zazivom u ime Velikog arhitekta Svemira. Svi pozivi reda i loža bit će tiskani sa simbolima Velikog arhitekta Svemira.
4. U loži neće biti dopuštene nikakve rasprave o religijskim ili političkim temama.
5. Loža kao takva neće sudjelovati u političkim pitanjima, ali svaki pojedini Brat zadržava potpunu slobodu mišljenja i djelovanja.
6. U ložu će biti primljeni samo oni Braća koje Velika loža Engleske priznaje kao istinsku Braću.

Čini se da su ovi principi poslužili kao temelj za Osnovna načela za prepoznavanje velike lože iz 1929. godine, koje još uvijek koristi Ujedinjena velika loža Engleske.

#### Veliki arhitekt Svemira
Godine 1813., nakon ujedinjenja Drevnih i Modernih, Ujedinjena velika loža Engleske donijela je novu Konstituciju. Ta je Konstitucija bila temeljena na Andersonovim Konstitucijama Modernih i Ahiman Rezonu Drevnih, a propisivao je obvezno prihvaćanje Velikog arhitekta Svemira.
Veliki orijent Francuske je u početku prilagodio svoju Konstituciju kako bi se uskladio s postojećim pravilima. Međutim, 1877. godine, na prijedlog protestantskog svećenika Frédérica Desmonsa tijekom konvencije Velikog orijenta Francuske, članovi su odlučili ukloniti sve reference na Velikog arhitekta Svemira iz Konstitucije.  Ovu su odluku smatrali povratkom izvornim Andersonovim Konstitucijama iz 1723. godine.
Prve dvije rečenice Konstitucije Velikog orijenta Francuske glasile su:
"Njegova načela slobodnog zidarstva su postojanje Boga, besmrtnost duše i ljudska solidarnost. Smatra slobodu savjesti urođenim pravom svakog čovjeka i ne isključuje nikoga zbog njegovih uvjerenja." Nakon promjene, one su postale:
"Njegova načela su sloboda savjesti i ljudska solidarnost. Ne isključuje nikoga zbog njegovih uvjerenja."
Ova odluka dovela je do raskola između Velikog orijenta Francuske i Ujedinjene velike lože Engleske. Od velikog raskola 1877. godine, slobodno zidarstvo podijeljeno je na dvije grane: kontinentalno slobodno zidarstvo i regularno slobodno zidarstvo. Te dvije tradicije nisu u međusobno priznatim odnosima, budući da većina loža engleskog stila smatra kontinentalne lože neregularnima. Veliki orijent Francuske i Ujedinjena velika loža Engleske postali su osnovni modeli za ove dvije različite tradicije slobodnog zidarstva.

### Današnje
Najveća skupina međusobno priznatih velikih loža svoju regularnost crpi iz jedne ili više matičnih velikih loža – Ujedinjene velike lože Engleske (UGLE), Velike lože Škotske (GLoS) i Velike lože Irske (GLoI). Njihovo priznanje temelji se na kriterijima poznatim kao "Osnovna načela za priznavanje velike lože" (engl. Basic Principles for Grand Lodge Recognition), koje su ove velike lože zajednički kodificirale i objavile 4. rujna 1929. godine. Iako su tada službeno objavljena, ta načela nisu bila nova – razvijala su se i usavršavala tijekom najmanje 150 godina prije njihove formalizacije.
1. Regularnost podrijetla; tj. svaka velika loža mora biti zakonito uspostavljena od strane priznate velike lože ili od najmanje tri regularno konstituirane lože.
2. Uvjet za članstvo jest vjerovanje u Vrhovnog velikog arhitekta Svemira i Njegovu otkrivenu volju.
3. Svi kandidati za inicijaciju moraju položiti svoju obvezu na, ili u neposrednom pogledu na, otvoreni Sveti zakon, što podrazumijeva otkrivenje odozgo koja je obvezujuća za savjest pojedinca koji se inicira.
4. Članstvo velike lože i pojedinih loža mora se sastojati isključivo od osoba koje su primljene u slobodno zidarstvo kao muškarci. Velika loža ne smije imati nikakav slobodnozidarski odnos s tijelima koja primaju žene u slobodno zidarstvo.[a]
5. Velika loža mora imati punu nadležnost nad ložama pod svojim okriljem, što znači da mora biti odgovorna, neovisna i samoupravna organizacija s isključivim i neospornim autoritetom nad simboličkim stupnjevima slobodnog zidarstva (učenik, pomoćnik i majstor) unutar svoje nadležnosti. Ne smije biti podložna niti dijeliti taj autoritet s bilo kojim vrhovnim vijećem ili drugim tijelom koje polaže pravo na kontrolu ili nadzor nad tim stupnjevima.
6. Tri velika svjetla slobodnog zidarstva (primjerak svete knjige, kutnik i šestar) uvijek moraju biti izložena kada su velika loža ili njezine podložne lože u radu, pri čemu je najvažniji od njih Sveti zakon.
7. Rasprave o religiji i politici unutar lože strogo su zabranjene.
8. Načela drevnih međaša, običaja i prakse plavih loža moraju se strogo poštivati.

Prvi pokušaj kodificiranja upravljanja slobodnim zidarstvom bili su Regensburški statuti iz 1459. godine, koji organizacije kontinentalnog slobodnog zidarstva smatraju temeljem slobodnog zidarstva. Međutim, najpoznatija kodifikacija u zemljama engleskog govornog područja nastala je zahvaljujući Jamesu Andersonu, koji je 1723. godine objavio Konstitucije, u kojima je izložio temeljna načela slobodnog zidarstva prema vlastitom viđenju. Na tim temeljima je Albert Mackey 1856. godine dodatno razradio sustav 25 međaša ili ključnih obilježja slobodnog zidarstva, koje su široko prihvaćene u Sjedinjenim Američkim Državama.
Ujedinjena velika loža Engleske smatra se najstarijom velikom Ložom koja djeluje neprekidno. Iako je službeno osnovana 1813. godine s prvim velikim majstorom, smatra se izravnim nasljednikom mnogo starije Velike lože Londona, koja je osnovana 1717. godine spajanjem četiri ranije postojeće lože. Ne postoji nikakav zapis o nekoj starijoj organizaciji koja bi sebe nazivala velikom ložom. Tri od te četiri izvorne lože i danas postoje te su dio Ujedinjene velike loža Engleske, kao lože "Antika" br. 2, "Kraljevska kuća Somerset i Inverness" br. 4 i "Fortitude i Stari Cumberland" br. 12. Budući da su osnovane prije nego što je nastala Velika loža Londona, one djeluju bez uobičajenih povelja te imaju neka unutarnja pravila i dužnosti koje se razlikuju od standardnog ustroja. Pošto im se ne zna točan datum osnutka i starije su od najstarije velike lože, one se nazivaju ložama "od pamtivijeka" (time immemorial). Od 1717. godine, osnovane su brojne druge velike lože, a mnoge od njih tražile su priznanje od Ujedinjene velike lože Engleske, koji se stoga smatra mjerilom regularnosti slobodnog zidarstva.

## Regularne velike lože
Ujedinjena velika loža Engleske (UGLE), uspostavljena 1717. godine, u Europi priznaje sljedeće velike lože kao regularne:
- Velika loža Irske (1725.)
- Velika loža Škotske (1736.)
- Veliki orijent Nizozemske (1756.)
- Švedski red slobodnih zidara (1760.)
- Veliki orijent Italije (1805./1859.)[b]
- Velika loža Luksemburga (1844.)
- Velika loža "Alpina" Švicarske (1844.)
- Danski red slobodnih zidara (1858.)
- Velika loža Grčke (1867.)
- Norveški red slobodnih zidara (1891.)
- Velika loža Turske (1909./1951.)[c]
- Nacionalna velika loža Francuske (1913.)
- Velika loža Austrije (1918.)
- Velika loža Finske (1924.)
- Islandski red slobodnih zidara (1951.)
- Ujedinjene velike lože Njemačke (1958.)
- Regularna velika loža Belgije (1979.)
- Velika loža Španjolske (1982.)
- Simbolička velika loža Mađarske (1989.)
- Velika loža Češke (1990.)
- Nacionalna velika loža Poljske (1991.)[d]
- Legalna/Regularna velika loža Portugala (1991.)[e]
- Ujedinjena velika loža Bugarske (1992./2001.)[f]
- Nacionalna velika loža Rumunjske (1993.)
- Regularna velika loža Italije (1993.)
- Regularna velika loža Srbije (1993.)
- Velika loža Rusije (1995.)
- Velika loža Hrvatske (1997.)
- Velika loža Estonije (1999.)
- Velika loža Slovenije (1999.)
- Velika loža Moldavije (1999.)
- Velika loža Andore (2000.)
- Velika loža Armenije (2002.)
- Velika loža Litve (2002.)
- Velika loža Latvije (2003.)
- Najuzvišenija velika loža Republike San Marino (2003.)
- Suverena velika loža Malte (2004.)
- Velika loža Bosne i Hercegovine (2005.)
- Velika loža Ukrajine (2005.)
- Velika loža Makedonije (2005.)
- Velika loža Crne Gore (2006.)
- Velika loža Cipra (2006.)
- Nacionalna velika loža Azerbajdžana (2008.)
- Velika loža Slovačke (2009.)
- Regularna nacionalna velika loža Kneževine Monako (2011.)